# Ready to Be
Ready to Be (с англ. — «Готовые быть») — двенадцатый мини-альбом южнокорейской гёрл-группы Twice. Выпущен 10 марта 2023 года после большой предрелизной кампании в форматах цифровой дистрибуции, грампластинок и компакт-диска лейблами JYP Entertainment и Republic Records и распространён Warner Music Group и Imperial Records.
Продвигается на американских и южнокорейских популярных шоу, радиостанциях и с помощью фан-митингов. На встречах группа общается с фанатами и делится впечатлениями от успеха альбома.
Поставил несколько рекордов в карьере группы, продавшись 1,7 миллионов раз в рамках предзаказа и 505 тысяч раз за первый день продаж. Занимает первые места в чартах YouTube, Apple Music, Spotify, iTunes, Billboard по всему миру. Входит в топ-20 чартов крупных музыкальных компаний Германии, Японии, Австрии, Бельгии, Финляндии, Франции, Испании и Швейцарии. Заглавный сингл из альбома награждён два раза: как за работу-возвращение группы на сцену и как за «песню-чемпион».
Оценивается критиками как альбом с свежими треками в жанрах танцевальной музыки, диско, атланта-бейса, майами-бейса и R&B. В целом — положительно. Несёт в себе смысл «свободной любви», «уверенности в себе» и «освобождения от сдерживающих оков».
Состоит из 7 песен с темпами от анданте до аллегро и разными тональностями, включая заглавный сингл «Set Me Free», предрелизный сингл «Moonlight Sunrise» и 5 би-сайдов.
Участие в создании мини-альбома принимали такие известные композиторы, как Мишель «Lindgren» Шульц, earattack, Ли «collapsedone» Умин, Питер «LOSTBOY» Райкрофт, LDN Noise, Мелани Джой Фонтана и Тейлор Паркс.
«Set Me Free» имеет ремикс-альбом, состоящий из 7 песен. Компакт-диск издаётся в 15 версиях, грампластинка — в двух.

## История
Первое упоминание о мини-альбоме было в виде постера в социальных сетях группы, после которого вышел предрелизный сингл «Moonlight Sunrise». До независимой предрелизной кампании мини-альбома, которая началась 1 февраля 2023 года, ошибочно считалось, что новый мини-альбом будет называться Our Youth, но со стартом рекламной кампании группа поставила точку в разногласиях по названию альбома, назвав его Ready to Be.
1 февраля 2023 года группа сменила главные обложки в своих социальных сетях на тематические обложки нового мини-альбома. 2 февраля группа опубликовала обложку альбома и состав поставки копий компакт-диска и винила мини-альбома.
13 февраля группа опубликовала календарь релизов, благодаря которому стало известно, что релиз пройдёт в формате живой трансляции, где девушки проведут шоукейс мини-альбома.
16 февраля группа опубликовала треклист мини-альбома. Благодаря чему стало известно, что он будет состоять из семи песен, включая заглавный сингл «Set Me Free» и предрелизный сингл «Moonlight Sunrise». 20 февраля группа опубликовала сниппет заглавного сингла мини-альбома и его английской версии. Тем же днём группа поделилась двумя тематическими фотографиями и опубликовала «трейлер-презентацию» (англ. Opening Trailer) нового мини-альбома.
22, 23 и 24 февраля группа поделилась первой пачкой (в сумме девять) тематических фотографий каждой участницы, в стиле уличной моды на фоне клетчатого забора. 26 февраля группа поделилась групповой тематической фотографией. На ней девушки позируют в чёрно-белых нарядах. 27, 28 февраля и 1 марта группа опубликовала вторую пачку (в сумме девять) тематических фотографий, в стиле «радикального шика». На них девушки позируют в тех же нарядах, что и на групповой фотографии. 2 марта группа опубликовала ещё одну групповую фотографию, на которой девушки позируют в «ярких розовых, голубых и нежно-белых» нарядах.
3 марта на официальном канале JYP Entertainment было опубликовано видео-попурри мини-альбома. 5 марта группа выпустила первый тизер музыкального клипа на заглавный сингл мини-альбома. 7 марта вышел второй тизер музыкального клипа на «Set Me Free». Эта публикация завершает предрелизную кампанию альбома, после которой готовится только выпуск альбома и самого музыкального клипа на «Set Me Free».

### Выпуск
10 марта был опубликован музыкальный клип на «Set Me Free» на видеоплатформе YouTube и мини-альбом на всех стриминговых площадках, интернет-магазинах, где можно купить цифровую версию альбома, и в оффлайн-магазинах, где можно купить физические копии альбома в форматах лонг-плея, сувенирных пластинок и компакт-диска.

## Продвижение
13 февраля была анонсирована живая трансляция, в которой девушки проведут шоукейс мини-альбома. 3 марта группа уточнила, что шоукейс будет проведён в Нью-Йорке, 10 марта. Шоукейс был проведён в срок.

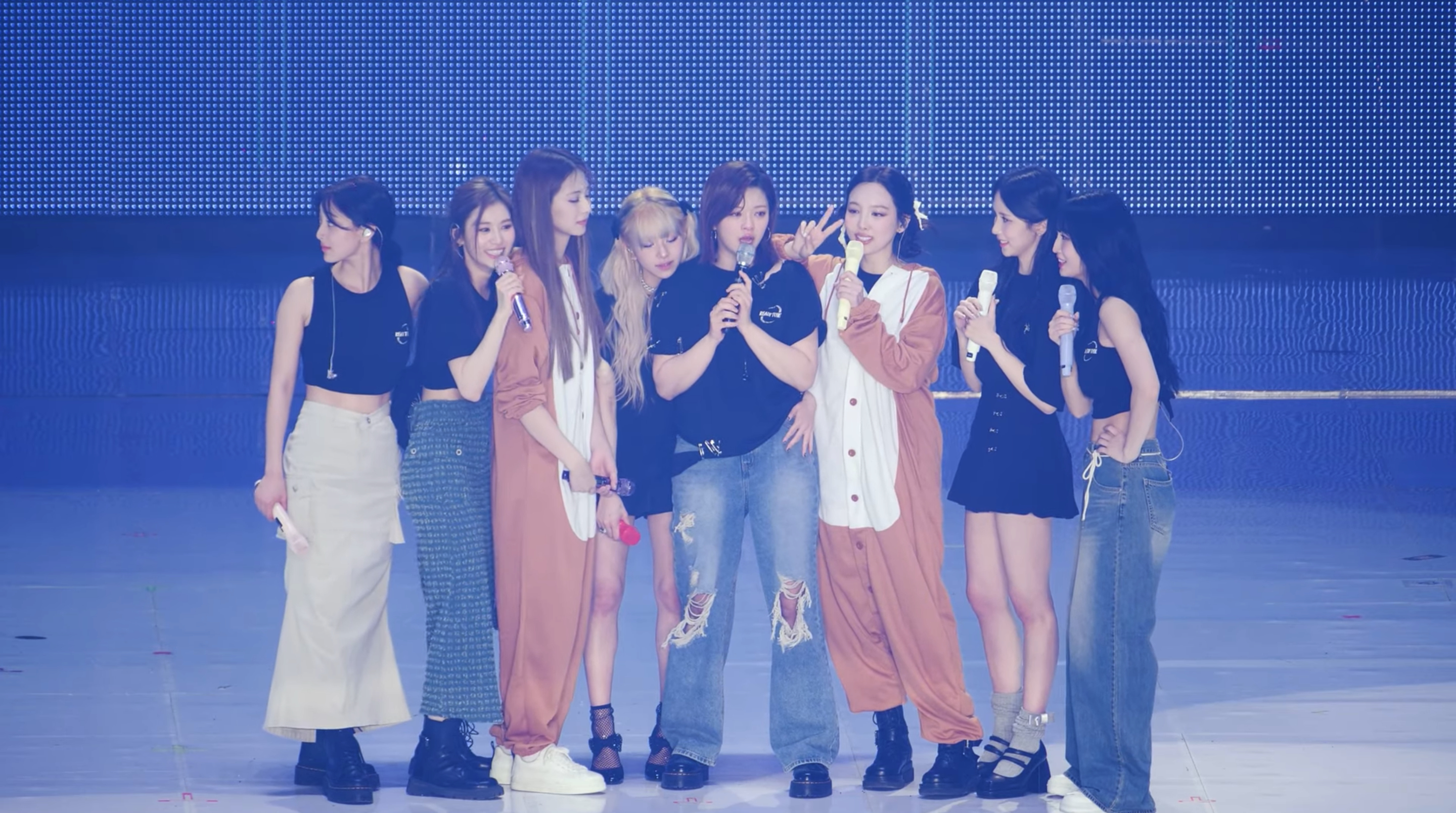
Группа на пятом мировом туре (без Дахён)

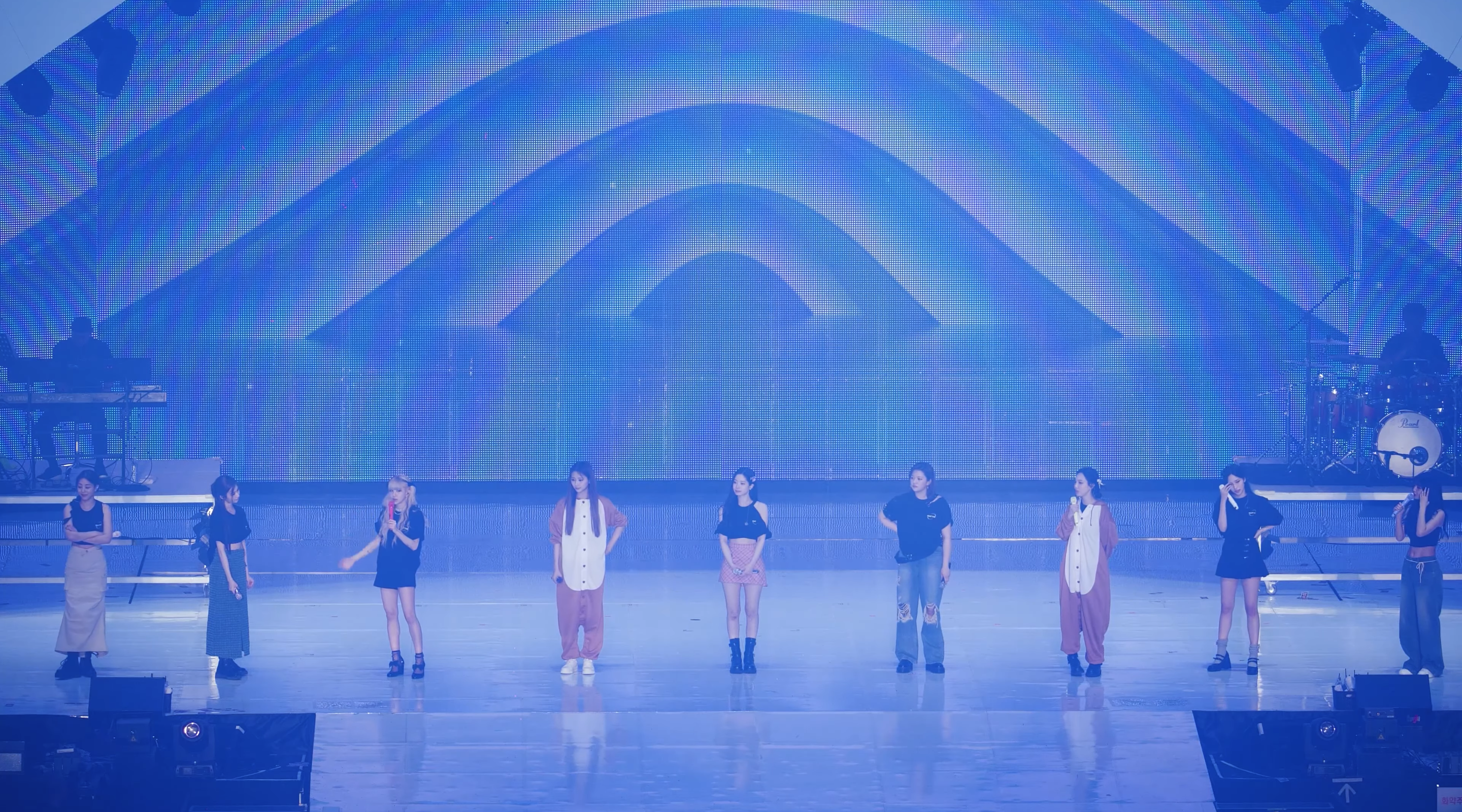
Группа на пятом мировом туре (полный состав)

21 февраля группа анонсировала одноимённый пятый мировой тур, первая часть которого пройдёт с 15 апреля по 9 июля.
2 марта стало известно, что Twice выступят с заглавным синглом за 30 минут до релиза на «Вечернем шоу с Джимми Фэллоном в главной роли». 9 марта выступление состоялось, где группа представила свой заглавный сингл нового мини-альбома и пообщалась с Джимми Фэллоном на шоу. Выступление охарактеризовано как «ошеломляющее и блестящее». Было отмечено внимание фанатов, которые присутствовали на выступлении: «их крики были слышны даже тогда, когда группу ещё было видно в зале».
5 марта стало известно, что 10 марта, в честь камбека группы, здание Эмпайр-стейт-билдинг загорится в абрикосовом и неоново-розовых цветах. Акцию поддержки организовали Republic Records и благотворительная организация по поддержке музыкантов Musicians On Call. Акция была проведена в срок.
8 марта группа, в сотрудничестве с Roblox Corporation, выпустила онлайн-фан-хаб в Роблоксе, в котором игроки могут оставлять текстовые сообщения для участниц группы, играть в мини-игры, посвящённые истории группы и покупать эксклюзивный мерч с логотипами Twice. Название онлайн-фан-хаба (Twice Square) отсылает к основной локации в клипе «Yes or Yes», где происходит всё его действо. Разработкой фан-хаба занимается студия Karta, которая специализируется на создании виртуальных карт и вселенных.
9 марта Келли Кларксон в своём блоге анонсировала появление Twice на Шоу Келли Кларксон. На шоу группа даст интервью и представит свой новый мини-альбом. 14 марта часть выпуска была опубликована на официальном YouTube-канале шоу. В нём девушки ответили на вопросы и выступили с «Moonlight Sunrise».
10 марта группа анонсировала фан-митинг в форматах видео-звонка и оффлайн-встречи. Встреча с фанатами пройдёт 18 марта. Тем же днём обложка альбома появилась на заглавной странице iTunes в США. В тот же день на YouTube-канале 99.7 NOW было опубликовано интервью, которое группа дала американскому радио KMVQ-FM.
11 марта группа опубликовала видео-перформанс, в котором показала пример выступления с танцем заглавного сингла мини-альбома. На следующий день группа опубликовала видео «танцевальной практики» на своём официальном YouTube-канале. Цзя Линь из Allkpop отмечает, что в видео девушки танцуют «отточено-синхронно», а одеты они в простые, комфортные одежды в пастельных тонах.
13 марта радио MBC провело прямой эфир, в котором взяло интервью у Чхэён и Цзыюй. В тот же день группа на своём официальном YouTube-канале, выпустила танцевальное видео в форме игры, в котором девушки по очереди заходили в маленький квадрат и пытались танцевать «Set Me Free». Также группа опубликовала видео-инструкцию по тому, как следует поддерживать группу на публичных выступлениях.
С 16 по 19 марта группа выступала с «Set Me Free» на южнокорейских шоу M! Countdown, Music Bank, Show! MusicCore и inkigayo, соответственно.

## Коммерческий успех
3 марта часть «трейлер-презентации» мини-альбома дважды появилась на небоскрёбе Парнас, а позже и на небоскрёбе Coex.
8 марта, за 2 дня до выпуска альбома, лейбл JYP Entertainment опубликовал отчёт, в котором говорится, что по состоянию на 7 марта было продано более 1,7 миллиона предзаказных физических копий альбома. Указывается, что это стало абсолютным рекордом среди альбомов Twice. Предыдущий рекорд был за Between 1&2, где копий было продано на 700 тысяч меньше. Также сообщается, что группа вырвалась на второе место в топе самых продаваемых предзаказных альбомов среди гёрл-групп Республики Кореи за всю историю, обойдя группу Aespa с Girls.
После старта продаж группа продала суммарно 412 тысяч физических копий альбома за 2 часа, благодаря чему побила свой рекорд первого дня продаж. Прошлый рекорд принадлежал Between 1&2, когда группа за целый первый день продаж смогла продать 228 тысяч копий.
За 7 часов продаж было продано больше 498 тысяч физических копий альбома, благодаря чему группа смогла войти в пятёрку гёрл-групп, который смогли продать наибольшее количество копий за первый день продаж, обойдя NewJeans с OMG, которые смогли продать 481 тысячу копий.
По завершении первого дня продаж альбома группа смогла продать 505 тысяч копий. Благодаря этому группа смогла поставить несколько рекордов в своей карьере.
Новый мини-альбом группы и песни из него дебютировали в чартах iTunes на первых местах по всему миру, включая Гонконг, Индонезию, Китайскую Республику, Индию, Японию и так далее.
За первый день релиза группа собрала 11,5 миллионов прослушиваний на Spotify, что позволило группе поставить рекорд прослушиваний в своей карьере и пробраться в мировые чарты Spotify.
11 марта фотографии группы появились на экранах центральных площадей Лос-Анджелеса и Нью-Йорка. Ранее обложка альбома появлялась на зданиях Amazon Music, Spotify и на экране YouTube Music в Нью-Йорке.
17 марта группа выиграла награду за возвращение при церемонии награждения Music Bank.
18 марта группа поднялась на второе место среди гёрл-групп, продав более 1,4 миллиона физических копий альбома за неделю в системе Gaon.
20 марта группа, продав в США более 153 тысяч физических копий альбома и собрав более 10 миллионов прослушиваний альбома за первую неделю, дебютировала в чарте Billboard 200, чем поставила рекорд среди южнокорейских гёрл-групп.
22 марта девушки выступили с «Set Me Free» на Show Champion и выиграли награду в категории «песни-чемпиона». Также в чарте номинантов на награду группа забралась на первое место, набрав 5120 очков.
23 марта группа поставила рекорд среди гёрл-групп в категории продаж винила за неделю, продав 18 тысяч копий.

## Критика
| Оценки критиков | Оценки критиков |
| Источник        | Оценка          |
| --------------- | --------------- |
| AllMusic        | [ 90 ]          |
| IZM             | [ 91 ]          |
| Rolling Stone   | [ 92 ]          |
| NME             | [ 93 ]          |

Ю Чжонмин из iMBC описал «Set Me Free» как песню с «заводными» битами, которые звучат хоть и простенько, но мощно и захватывающе. Также он отметил «раскрепощающий» текст, который прибавляет уверенности в себе. Всё это, по мнению Чжонмина, формирует энергичную атмосферу при прослушивании.
Тим Чан из Rolling Stone отмечает, что альбом разрушает стереотипы о K‑pop и ломает барьеры между мировой индустрией [и корейской]. По его мнению, группа наполнила альбом «запоминающимися песнями», которые захватывают с первых нот. Тим отмечает, что девушки стали увереннее в звучании. Он улавливает то, что «девушки, нет, [теперь] женщины» имеют серьёзные намерения, когда дело касается их отношений и музыки. «Set Me Free» он описывает как «диско-гимн», в котором женщины набираются уверенности признаться в любви и найти место в своём сердце не только для «партнёра», но и «для себя». «Got the Thrills», по его мнению — это танцевальный трек, который поможет поднять настроение [и разрядить обстановку] в любом клубе. А благодаря «Blame It On Me» девушки прощаются с бывшим заявляя, что он [бывший] «уже вышел из-под контроля» и «не плачь по мне, когда я уйду», «не вини меня». В «Crazy Stupid Love» девушки заявляют: «С этой тупой безумной любовью всё кончено», а припев заставляет кивать головой в такт. Тим, заметив заявление девушек в последней песне: «Не собираемся успокаиваться, даже если это всё фантазия», провозгласил это декларацией независимости K-pop. Подытоживая, Тим Чан заявил: «Хоть и мировая индустрия перенасыщена [новыми релизами], которые, казалось бы, выпускаются каждые две недели, Ready to Be значительно отличается от всех остальных хотя бы тем, что девушки с помощью него способны не только конкурировать, но и заявлять о себе вершине [музыкальной индустрии]». Его вердикт — «послушайте это» (с англ. — «Hear this»).
Джейсон Липшутц в интервью для Billboard отметил, что хоть это и двенадцатый мини-альбом [группы], девушки всё равно продолжают ставить новые коммерческие рекорды. Они выступают на американском телевидении, готовятся к мировому туру и расширяют своё влияние [на мир]. Джейсон выразил симпатию трекам «Set Me Free», «Blame It On Me» и «Moonlight Sunrise» из альбома. Он добавляет, что 2023 год — самый важный в истории группы.
Рецензентка Риан Дейли из NME начала обзор на альбом с первых строчек в [песне] «Set Me Free», которая оценивается как «свежая ретро-футуристическая» песня: «Я хочу всё, я не собираюсь останавливаться / Даже если это всего лишь фантазия». Она обратила внимание на уверенность и на то, как девушки контролируют ситуацию: «Группа заявляет, что все, кто не согласен, будут „вышвырнуты на обочину“». Риан замечает, что такая уверенность созревает у девушек уже последние 2 года: «Ещё в 2020 году, в „Feel Special“ девушки говорили, что „ты делаешь меня особенной“». Но теперь, с Ready to Be, девушки становятся главнее в отношениях. «Wallflower» рецензентка оценивает как песню с «латинскими нотками», которая не раскрыла свой потенциал полностью. Она обращает внимание на текст, в котором девушки будто «поддразнивают» и «приглашают на вызов» возлюбленного: «Что ты обо мне думаешь? / Посмотри мне прямо в глаза. / Ты стесняешься? Интересно, почему? / Подойди немного ближе». В «Crazy Stupid Love», по мнению Риан, группа заканчивает старые страсти и переходит к новым: «Я так устала от этой тупой безумной любви». «Got the Thrills» оценивается как «танцевальная поп-песня», вместе с тем, в «Blame It On Me» девушки меняют подход, переходя к «рок-риффам». Подытоживая, Риан Дейли отметила, что Twice, превращая «буйный задор в „Like Ooh-Ahh“» [по мере хронологии] в утончённое звучание, часто обращаются к «ретро-жанрам», что позволяет им добиться признания [публики]". Ещё Риан обратила внимание на рэп Дахён в «Set Me Free», который показался ей «неуклюжим» (по сравнению с темпом песни), и на растянутое Цзыюй «tremolo» в «Got the Thrills». Всё это, по её мнению, было похоже на попытку «вставить квадратный колышек в круглое отверстие». Но в рамках общей картины альбома рецензентка похвалила группу, оправдывая группу тем, что «девушки продолжают оттачивать свой профессионализм [и звучание]», и более того, этот альбом не является пиком [успеха] группы. Девушки становятся более «изобретательными и энергичными».
Зои Гай из Vulture описывает «Moonlight Sunrise», как «сексуальная R&B песня с уверенным и въедающимся звучанием», а «Set Me Free», как «тяжёлый диско-трек», который показывает, что «любовь — это не тюрьма».
Лай Фрэнсис из Uproxx говорит, что группа повзрослела и отошла от «светлой и разноцветной картинки». Фрэнсис начинает с «Set Me Free», тяжёлого диско-поп трека, который погружает в атмосферу 1970-х, а смысл песни — в свободной любви, сбрасывании «цепей» и делании того, чего просит душа. «Got the Thrills» — это продолжение «Talk That Talk», пишет рецензент. В песне девушки подчёркивают свою манию от влюблённости: «Ненасытная жажда, рискованный зрительный контакт / Даже если это опасно, [я] должна, должна, должна получить возбуждение». Далее играет «Blame It On Me» — песня (текст которой написан Дахён), написанная в жанрах рока и R&B. Указывается, что текст песни повествует о неразделённой любви, которая выражается в «хитром прикосновении похоти». С помощью «Wallflower», по мнению рецензента, группа продолжает погружать слушателя в свои мысли, а в тексте песни девушки приглашают возлюбленного к танцу. «Crazy Stupid Love» характеризуется как песня, написанная в жанрах рока и поп-музыки. Фрэнсис считает, что это грустная песня о расставании, наполненная бурными эмоциями, которая отлично подходит для завершения [повествования истории] альбома. В тексте песни девушки не желают иметь дело с ложью и токсичностью, которую приносят эти отношения. Подытоживая Фрэнсис сделал вывод, что «любовь — сложный опыт» с помощью которого мы можем понять, какая именно любовь нам подходит.
Нил Ён из AllMusic отметил успех альбома и его вхождение в международные чарты. По мнению Нила, группа сохраняет уверенное звучание и приподнятое настроение, показывая его в новом мини-альбоме, который он охарактеризовал, как «захватывающий поп-момент от уверенной и стильной девятки». Описывая каждую песню по очереди Нил отмечает, что «Set Me Free» — это «триллер с поцелуями диско», «Got the Thrills» — песня с элементами танцевальной и электронной музыки, «Blame It On Me» — песня, которая привнесла «рок-нотку» в альбом, а «Crazy Stupid Love», по мнению Нила, это зажигательная песня со средним темпом.
Хан Сонхён из IZM отмечает, что заглавный трек [«Set Me Free»] звучит самым слабым в альбоме. Но несмотря на то, что впечатления от «Set Me Free» и «Moonlight Sunrise» несколько «плоские», остальные треки активно погружают в альбом и заставляют слушать дальше. Подытоживая Сонхён отметил, что Ready to Be — «лучшая работа группы за всю семилетнюю карьеру».

## Название
Сьюзан из Allkpop отметила, что «Set Me Free» несёт в себе послание «освободиться» от незначительных факторов в жизни (из-за которых вы чувствуете себя несвободными) и любить себя «изо всех сил».
В интервью для StarNews Чжихё описала смысл «Set Me Free» одной строчкой: «Давай порвём со всем и будем любить свободно, сколько душе угодно».

## Музыкальный клип
10 марта, музыкальный клип на «Set Me Free» набрал 1 миллион просмотров спустя час после премьеры.
Он же дебютировал в мировом трендовом чарте YouTube на первом месте. В тех же чартах ОАЭ, Австралии, Индонезии и Филиппин, клип тоже вышел на первые места. Ещё клип вышел на первые места в чартах трендовых музыкальных видеоклипов Австралии, Канады, Японии, Республики Кореи, Малайзии, Филиппин, Катара, Сингапура и Китайской Республики.
Действо клипа происходит в двух локациях: на пустынной планете в открытом космосе, где девушки танцуют, и в маленьком городке.

## Композиция альбома
Ready to Be состоит из семи треков:
1. «Set Me Free» (с англ. — «Освободи меня») — является заглавным треком мини-альбома. Продюсером трека выступил немецкий автор песен Мишель «Lindgren» Шульц[106]. Написан в тональности фа минор с ритмом 113 ударов в минуту[107].
2. «Moonlight Sunrise» (с англ. — «Лунный свет») — написан в тональности до мажор с ритмом 125 ударов в минуту[108]. Продюсерами композиции стали южнокорейские композиторы earattack, Ли Ухён и ряд других американских и южнокорейских авторов, которые написали текст песни и занимались цифровой обработкой композиции[2][109].
3. «Got the Thrills» — продюсером трека выступил южнокорейский композитор и автор песен Ли «collapsedone» Умин[110]. Написан в тональности ми минор с ритмом 122 удара в минуту[111].
4. «Blame It On Me» — продюсером трека выступил южнокорейский композитор Ли Вончон[112]. Написан в тональности соль мажор с ритмом 178 ударов в минуту[113].
5. «Wallflower» — продюсером трека выступил композитор Питер «LOSTBOY» Райкрофт[114], известный продюсированием треков «Eleven» для Ive и «100 Ways» для Джексона Вана[115]. Написан в тональности си-бемоль минор с ритмом 112 ударов в минуту[116].
6. «Crazy Stupid Love» — продюсерами трека выступили британский коллектив композиторов LDN Noise и композитор Lenno[117]. Написан в тональности ля мажор с ритмом 140 ударов в минуту[118].
7. «Set Me Free (ENG)» — является английской версией заглавного трека. Продюсером трека всё так же выступали немецкий автор песен Мишель «Lindgren» Шульц[106]. Написан в тональности фа минор с ритмом 113 ударов в минуту[119].

## Список композиций
| №                   | Название            | Текст песни                                                         | Музыка                                                   | Аранжировка         | Длительность |
| ------------------- | ------------------- | ------------------------------------------------------------------- | -------------------------------------------------------- | ------------------- | ------------ |
| 1.                  | «Set Me Free»       | Star Wars (GALACTIKA) JVDE (GALACTIKA)                              | Мелани Джой Фонтана Lindgren Марти Маро                  | Lindgren            | 3:01         |
| 2.                  | «Moonlight Sunrise» | earattack Нина Анн Нельсон Каэди Далли Ли Ухён                      | earattack Ли Ухён                                        | earattack Ли Ухён   | 3:00         |
| 3.                  | «Got the Thrills»   | MRCH                                                                | collapsedone MRCH                                        | collapsedone        | 2:53         |
| 4.                  | «Blame It On Me»    | Дахён                                                               | Ли Вончон Чара Мускат                                    | Ли Вончон           | 2:40         |
| 5.                  | «Wallflower»        | JQ                                                                  | LOSTBOY Тейлор Паркс Лара Андерссон                      | LOSTBOY             | 2:56         |
| 6.                  | «Crazy Stupid Love» | Дахён                                                               | YoungChance SHORELLE Грег Бонник Хайден Чепмен Lenno sla | LDN Noise Lenno     | 2:49         |
| 7.                  | «Set Me Free (ENG)» | Star Wars (GALACTIKA) JVDE (GALACTIKA) Мелани Джой Фонтана Lindgren | Мелани Джой Фонтана Lindgren Марти Маро                  | Lindgren            | 3:01         |
| Общая длительность: | Общая длительность: | Общая длительность:                                                 | Общая длительность:                                      | Общая длительность: | 20:23        |

Специальные издания
| №                   | Название                                           | Текст песни         | Длительность |
| ------------------- | -------------------------------------------------- | ------------------- | ------------ |
| 8.                  | «Ready To Be With Sana & Mina» (Голосовая заметка) | Сана Мина           | н/д          |
| Общая длительность: | Общая длительность:                                | Общая длительность: | 20:23        |

| №                   | Название                                              | Текст песни         | Длительность |
| ------------------- | ----------------------------------------------------- | ------------------- | ------------ |
| 8.                  | «Ready To Be With Jihyo & Nayeon» (Голосовая заметка) | Чжихё Наён          | н/д          |
| Общая длительность: | Общая длительность:                                   | Общая длительность: | 20:23        |

| №                   | Название                                                | Текст песни         | Длительность |
| ------------------- | ------------------------------------------------------- | ------------------- | ------------ |
| 8.                  | «Ready To Be With Jeongyeon & Momo» (Голосовая заметка) | Чонён Момо          | н/д          |
| Общая длительность: | Общая длительность:                                     | Общая длительность: | 20:23        |

| №                   | Название                                                          | Текст песни         | Длительность |
| ------------------- | ----------------------------------------------------------------- | ------------------- | ------------ |
| 8.                  | «Ready To Be With Dahyun & Chaeyoung & Tzuyu» (Голосовая заметка) | Дахён Чхэён Цзыюй   | н/д          |
| Общая длительность: | Общая длительность:                                               | Общая длительность: | 20:23        |

| №                   | Название                    | Текст песни                                                         | Музыка                                  | Аранжировка          | Длительность |
| ------------------- | --------------------------- | ------------------------------------------------------------------- | --------------------------------------- | -------------------- | ------------ |
| 1.                  | «Set Me Free (ENG)»         | Star Wars (GALACTIKA) JVDE (GALACTIKA) Мелани Джой Фонтана Lindgren | Мелани Джой Фонтана Lindgren Марти Маро | Lindgren             | 3:01         |
| 2.                  | «Set Me Free»               | Star Wars (GALACTIKA) JVDE (GALACTIKA)                              | Мелани Джой Фонтана Lindgren Марти Маро | Lindgren             | 3:01         |
| 3.                  | «Set Me Free» (Remix)       | Star Wars (GALACTIKA) JVDE (GALACTIKA)                              | Lindgren                                | Lindgren             | 3:31         |
| 4.                  | «Set Me Free (ENG)» (Remix) | Star Wars (GALACTIKA) JVDE (GALACTIKA) Мелани Джой Фонтана Lindgren | Lindgren                                | Lindgren             | 3:31         |
| 5.                  | «Set Me Free» (Remix)       | Star Wars (GALACTIKA) JVDE (GALACTIKA)                              | Tommy «TBHits» Brown                    | Tommy «TBHits» Brown | 2:50         |
| 6.                  | «Set Me Free (ENG)» (Remix) | Star Wars (GALACTIKA) JVDE (GALACTIKA) Мелани Джой Фонтана Lindgren | Tommy «TBHits» Brown                    | Tommy «TBHits» Brown | 2:50         |
| 7.                  | «Set Me Free (ENG)» (Remix) | Star Wars (GALACTIKA) JVDE (GALACTIKA) Мелани Джой Фонтана Lindgren | ARMNHMR                                 | ARMNHMR              | 2:58         |
| Общая длительность: | Общая длительность:         | Общая длительность:                                                 | Общая длительность:                     | Общая длительность:  | 21:46        |

## Участники записи
Вокал
Twice
- Пак Чжихё — вокал
- Им Наён — вокал
- Ю Чонён — вокал
- Хираи Момо — вокал, рэп
- Минатодзаки Сана — вокал
- Мёи Мина — вокал
- Ким Дахён — вокал, рэп, слова
- Сон Чхэён — вокал, рэп
- Чжоу Цзыюй — вокал

Бэк-вокал
- София Пэ — бэк-вокал

Запись
- Гу Хёджин — звукозапись
- Лим Чанми — звукозапись

Слова
- Star Wars (GALACTIKA) — слова
- JVDE (GALACTIKA) — слова
- JQ — слова

Композиция
- Марти Маро — композиция
- Чара Мускат — композиция
- Тейлор Паркс — композиция
- Лара Андерссон — композиция
- YoungChance — композиция
- SHORELLE — композиция
- Грег Бонник — композиция
- Хайден Чепмен — композиция
- sla — композиция

Цифровая обработка
- Ли Кёнвон — цифровое редактирование
- LDN Noise — аранжировка
- Ли Тэсоп — сведение
- Квон Наму — мастеринг
- Ли Ханыль — разработка объёмного звучания (иммерсивного микса)
- Чхве Чонхун — разработка объёмного звучания (иммерсивного микса)

Общее продюсирование
- Lindgren — слова, композиция, аранжировка
- collapsedone — композиция, аранжировка
- MRCH — слова, композиция
- Мелани Джой Фонтана — слова, композиция
- Ли Вончон — композиция, аранжировка
- LOSTBOY — композиция, аранжировка
- earattack — слова, композиция, аранжировка, фортепиано, бас, ударные, сведение вокала, звукозапись
- Нина Энн Нельсон — слова, композиция
- Кэйди Далли — слова, композиция
- Ли Ухён — слова, композиция, аранжировка, фортепиано, бас, ударные

## Продажи и сертификации
| Чарт (2023)                | Количество продаж | Общее количество продаж |
| -------------------------- | ----------------- | ----------------------- |
| Мир (н/д)                  | н/д               | 1 700 000+              |
| Республика Корея (Ktown4u) | 83 899+           | 1 700 000+              |
| США (Ktown4u)              | 26+               | 1 700 000+              |

| Чарт (2023)               | Издание                          | Сертификации | Количество продаж | Общее количество продаж |
| ------------------------- | -------------------------------- | ------------ | ----------------- | ----------------------- |
| Республика Корея (Hanteo) | Ready to Be (Ready, To, Be Ver.) | н/д          | 651 205+          | 2 503 057+              |
| Республика Корея (Hanteo) | Ready to Be (Digipack ver.)      | н/д          | 651 205+          | 2 503 057+              |
| Республика Корея (Gaon)   | Ready to Be (В общем)            | Million      | 1 630 788+        | 2 503 057+              |
| Япония (Oricon)           | Ready to Be (В общем)            | н/д          | 50 064+           | 2 503 057+              |
| США (Luminate)            | Ready to Be (В общем)            | н/д          | 153 000+          | 2 503 057+              |
| США (chartdata)           | Ready to Be (Винил)              | н/д          | 18 000+           | 2 503 057+              |

## Награды и номинации
| Год  | Премия        | Категория            | Работа        | Результат |
| ---- | ------------- | -------------------- | ------------- | --------- |
| 2023 | Music Bank    | Возвращение на сцену | «Set Me Free» | Победа    |
| 2023 | Show Champion | Песня-чемпион        | «Set Me Free» | Победа    |

## История релиза
| Регион           | Релиз         | Версия издания                                                             | Дата          | Лейбл                                                                           | Формат                        | Каталог                                            |
| ---------------- | ------------- | -------------------------------------------------------------------------- | ------------- | ------------------------------------------------------------------------------- | ----------------------------- | -------------------------------------------------- |
| Япония           | Ready to Be   | Оригинальная                                                               | 10 марта 2023 | Warner Music Japan                                                              | Цифровая дистрибуция стриминг | 5054197579738                                      |
| Япония           | Ready to Be   | Оригинальная                                                               | 10 марта 2023 | Warner Music Japan                                                              | Цифровая дистрибуция стриминг | 5054197579745                                      |
| Республика Корея | Ready to Be   | Оригинальная                                                               | 10 марта 2023 | JYP Entertainment                                                               | Цифровая дистрибуция стриминг | 738676860603 738676860610                          |
| Мир              | Ready to Be   | Оригинальная                                                               | 10 марта 2023 | Republic Records JYP Entertainment                                              | Цифровая дистрибуция стриминг | 738676860603 738676860610                          |
| США              | Ready to Be   | Ready                                                                      | 10 марта 2023 | Republic Records                                                                | Компакт-диск                  | 196922266089                                       |
| США              | Ready to Be   | To                                                                         | 10 марта 2023 | Republic Records                                                                | Компакт-диск                  | 196922266096                                       |
| США              | Ready to Be   | Be                                                                         | 10 марта 2023 | Republic Records                                                                | Компакт-диск                  | 196922266102                                       |
| США              | Ready to Be   | Ready (подписанная)                                                        | 10 марта 2023 | Republic Records                                                                | Компакт-диск                  | 196922266058                                       |
| США              | Ready to Be   | To (подписанная)                                                           | 10 марта 2023 | Republic Records                                                                | Компакт-диск                  | 196922266065                                       |
| США              | Ready to Be   | Be (подписанная)                                                           | 10 марта 2023 | Republic Records                                                                | Компакт-диск                  | 196922266072                                       |
| США              | Ready to Be   | Digipack                                                                   | 10 марта 2023 | Republic Records                                                                | Компакт-диск                  | B0BVBPJ5R2                                         |
| США              | Ready to Be   | Ready (B&N Exclusive) (с англ. — «Эксклюзивно для магазина B&N»)           | 10 марта 2023 | Republic Records                                                                | Компакт-диск                  | 305 0196922266027                                  |
| США              | Ready to Be   | To (B&N Exclusive)                                                         | 10 марта 2023 | Republic Records                                                                | Компакт-диск                  | 306 0196922266034                                  |
| США              | Ready to Be   | Be (B&N Exclusive)                                                         | 10 марта 2023 | Republic Records                                                                | Компакт-диск                  | 307 0196922266041                                  |
| США              | Ready to Be   | Target Exclusive (с англ. — «Эксклюзивно для магазина Target»)             | 10 марта 2023 | Republic Records                                                                | Компакт-диск                  | 196922266010                                       |
| США              | Ready to Be   | D2C Exclusive (с англ. — «Эксклюзивно для магазина D2C»)(Прозрачный винил) | 10 марта 2023 | Imperial Records [англ.] ( Liberty Records ) Republic Records JYP Entertainment | Лонг-плей                     | 196922265679 IMP763 [ 144 ] [ 145 ]                |
| США              | Ready to Be   | Target Exclusive (Винил с мраморной орхидеей)                              | 10 марта 2023 | Imperial Records [англ.] ( Liberty Records ) Republic Records JYP Entertainment | Лонг-плей                     | 196922265662 IMP783V1 88495571 012-17-0764 [ 146 ] |
| Республика Корея | Ready to Be   | Digipack                                                                   | 10 марта 2023 | JYP Entertainment                                                               | Компакт-диск                  | JYPK1600 8809755506407                             |
| Республика Корея | Ready to Be   | Ready                                                                      | 10 марта 2023 | JYP Entertainment                                                               | Компакт-диск                  | JYPK1588 8809755506285                             |
| Республика Корея | Ready to Be   | To                                                                         | 10 марта 2023 | JYP Entertainment                                                               | Компакт-диск                  | JYPK15881 8809755506285                            |
| Республика Корея | Ready to Be   | Be                                                                         | 10 марта 2023 | JYP Entertainment                                                               | Компакт-диск                  | JYPK15882 8809755506285                            |
| США              | Ready to Be   | с голосовой заметкой от: Jihyo & Nayeon                                    | 13 марта 2023 | Republic Records                                                                | Цифровая дистрибуция          | 00196922331350                                     |
| США              | Ready to Be   | с голосовой заметкой от: Jeongyeon & Momo                                  | 13 марта 2023 | Republic Records                                                                | Цифровая дистрибуция          | 00196922331367                                     |
| США              | Ready to Be   | с голосовой заметкой от: Sana & Mina                                       | 13 марта 2023 | Republic Records                                                                | Цифровая дистрибуция          | 00196922331374                                     |
| США              | Ready to Be   | с голосовой заметкой от: Dahyun, & Chaeyoung & Tzuyu                       | 13 марта 2023 | Republic Records                                                                | Цифровая дистрибуция          | 00196922331381                                     |
| США              | «Set Me Free» | Lindgren Remix                                                             | 14 марта 2023 | Republic Records                                                                | Цифровая дистрибуция          | 00196922331879                                     |
| США              | «Set Me Free» | Lindgren Remix (ENG) (На английском)                                       | 14 марта 2023 | Republic Records                                                                | Цифровая дистрибуция          | 00196922331862                                     |
| США              | «Set Me Free» | Tommy «TBHits» Brown Remix                                                 | 15 марта 2023 | Republic Records                                                                | Цифровая дистрибуция          | 00196922331893                                     |
| США              | «Set Me Free» | Tommy «TBHits» Brown Remix (ENG) (На английском)                           | 15 марта 2023 | Republic Records                                                                | Цифровая дистрибуция          | 00196922331886                                     |
| США              | «Set Me Free» | ARMNHMR Remix (ENG) (На английском)                                        | 16 марта 2023 | Republic Records                                                                | Цифровая дистрибуция          | 00196922331909                                     |
| США              | «Set Me Free» | Remixes (с англ. — «Ремиксы»)                                              | 17 марта 2023 | Republic Records                                                                | Цифровая дистрибуция стриминг | 00196922331992                                     |
| Республика Корея | «Set Me Free» | Remixes (с англ. — «Ремиксы»)                                              | 17 марта 2023 | JYP Entertainment                                                               | Цифровая дистрибуция стриминг | 738676860672                                       |
| Мир              | «Set Me Free» | Remixes (с англ. — «Ремиксы»)                                              | 17 марта 2023 | Republic Records JYP Entertainment                                              | Цифровая дистрибуция стриминг | 738676860672                                       |